# Свети Николай (Велвендо)
„Свети Николай“ (на гръцки: Ναός Αγίου Νικολάου Βελβεντού) е късносредновековна православна църква в южномакедонския град Велвендо, Егейска Македония, Гърция. Със своите стенописи от XVI век, храмът е един от най-значимите в Гърция.
Църквата е известна с народното име „Ай Никола“ (Αη Νικόλα). Датира от XVI век. Разположена е на входа на градчето в района Фискина, до църквата „Свети Мина“. Църквата до края на XIX век служи като енорийски храм, но има и монашески характер. Първоначалната форма се запазва до 1936 година. В архитектурно отношение е малка еднокорабна базилика с дървен покрив, затворен изписан притвор, използван за болница на психично болни, трем на южната страна, две килии на югоизток, гробище и висока стена. Чрез промяна на градското планиране на района и след различни интервенции, извършени от 1960 г. храмът загубва монашеския си характер и днес се поддържа само главният наос и трема на южната страна, като на мястото на разрушения притвор е изграден защитен навес, за да запази стенописите на западната стена.
Според ктиторския надпис, запазен вдясно от западната входна врата, храмът е цялостно обновен и изрисуван през 1588 година от зографа Николаос при епископ Йоасаф Сервийски за сметка на първенеца Георгиос Мутафис и други местни семейства, при свещениците Стаматис, Манасис и Стефанос. Иконографската програма във вътрешността на наоса е подредена в три зони. В долната са светци и мъченици в цял ръст, а в по-високите сцени от живота на Христос и Богородица (Дванадесетте празници, Чудесата, Страстите). На южната стена под образите на Свети Мина, Света Анастасия и Света Параскева, са останките от по-ранните стенописи, датиращи от последната четвърт на XIV век. В светилището стои от двете страни на Богородица Ширшая небес са сцени от Стария завет, Тримата младежи в пещта, Йона излиза от кита, Седемте деца на Макавеите и два епизода от Жертвата на Авраам. На западната страна на църквата отвън в четири зони представени Чудото на Свети Евстатий, Свети Христофор, Девата с Младенеца, Свети Димитрий и сцени от живота на Свети Николай. Външната южна страна на църквата е разделена на две части. Вдясно от входа са представени сцени от Битие и призив към вярващите, а вляво е Второто пришествие. В долната източна част на южната стена е изобразена мъртвата дъщеря на ктитора Ана Мутафи между Свети Николай и Света Пелагия. Външните стенописи на храма изглежда предхождат вътрешните и са на различен художник. Най-забележителен е позлатеният иконостас с нисък релеф, изписан в 1591 година отново с ктиторството на Георгиос Мутафис и съпругата му Киро, покрит с флорални мотиви. Иконостасът е най-старият запазен в Гърция.
През годините 1996-2000 паметникът е укрепен, поправени са износените елементи от покрива и стенописите са консервирани.
- Стенописи